# Otto Wirz (Schriftsteller)
Otto Wirz (* 3. November 1877 in Olten; † 2. September 1946 in Gunten am Thunersee) war ein Schweizer Schriftsteller.

## Leben
Otto Wirz wuchs als Sohn eines Ingenieurs zunächst in Olten, ab 1890 in Immendingen auf. Das Gymnasium besuchte er in Donaueschingen. Seine Studien am Technikum Winterthur und an den TH in München und Darmstadt schloss er mit dem Diplom als Elektroingenieur ab. Von 1908 bis 1926 arbeitete er als technischer Experte am Eidgenössischen Patentamt in Bern, wo er Albert Einstein kennenlernte.
1909 heiratete er Fanny Clara Wyss (1881–1971); aus ihrer Ehe gingen drei Kinder hervor. 1913 begegnete er Hermann Hesse, dessen Roman Peter Camenzind ihn 1905 dazu brachte, selber zu schreiben.
Wirz hatte sein Leben lang mit gesundheitlichen Problemen zu kämpfen (Tuberkulose, Herzschwäche, Depressionen). Nach seiner frühzeitigen Pensionierung 1926 übersiedelte er als freier Schriftsteller nach Zürich, später an den Thunersee.

## Werke

### Originalausgaben
- Gewalten eines Toren. Roman, 2 Bände, J. Engelhorns Nachf., Stuttgart 1923
- Novelle um Gott, Engelhorns, Stuttgart 1925
- Die geduckte Kraft. Roman, Engelhorns, Stuttgart 1928
- Das magische Ich. Mit zwei preisgekrönten Aufsätzen über Otto Wirz von Edmund Finke und Ludwig Gorm, Engelhorns, Stuttgart 1929
- Prophet Müller-zwo. Roman, Engelhorns, Stuttgart 1933
- Späte Erfüllung. Roman, Engelhorns, Stuttgart 1936
- Rebellion der Liebe. Roman, Eugen Rentsch, Zürich-Leipzig 1937
- Mass für Mass. Aus einem unveröffentlichten Roman (= Rebellen und Geister). Einführung von Emil Staiger, Volksverlag, Elgg 1944
- Der Eisenbrecher. Erzählung, Tschudy (Der Bogen 68), St. Gallen 1959
- Rebellen und Geister. Roman-Fragment. Mit einem Vorwort von Wolf Wirz und einem Nachwort von Werner Günther, Huber, Frauenfeld 1965

### Beiträge
- Einleitung zu Nias. Die Insel der Götzen, Orell Füssli, Zürich 1929
- ? in: Neue deutsche Erzähler, Paul Franke, Berlin o. J. (um 1930)

### Neuere Ausgaben
- Gewalten eines Toren. Mit einer Einführung von Emil Staiger und einem Nachwort von Wolf Wirz, Huber, Frauenfeld 1969
- Prophet Müller-Zwo. Nachwort von Fritz Schaub, Ex Libris (Frühling der Gegenwart), Zürich 1983